# Щасливого плавання!
«Щасливого плавання!» — радянський чорно-білий художній фільм режисера Миколи Лебедєва, знятий на кіностудії «Ленфільм» в 1949 році.

## Сюжет
Вихованці Нахімовського училища дізнаються про подвиг юного Сергія Століцина і запрошують його вчитися до них. Однак перша їх зустріч ледь не закінчується бійкою. Бійці запобігає командир роти капітан 3-го рангу Левашов. Щоб зав'язати стосунки з Сергієм, Борис Лавров присвячує його в таємницю 5-ї роти — їх спостережний пункт. З його допомогою вони хочуть першими сповістити начальника училища про прибуття міноносця «Адмірал Нахімов». Під час одного з уроків вони приймають за нього баржу з вугіллям. Левашов відправляє вихованців на розвантаження баржі. Він перетворює звичайне розвантаження в захоплююче завдання. Вихованці п'ятої роти отримують право на почесну варту. Нахімовець Лавров помилково подає сигнал тривоги. Підозра падає на Сергія. Левашов допомагає Лаврову знайти мужність зізнатися у своїй провині. Сергій перший подає Борису руку. П'ята рота знову виходить в море. Звучить пісня нахімовців: «Сонечко світить ясне, Здрастуй, країна прекрасна!…».

## У ролях
- Петро Андрієвський —  начальник Нахімовського училища
- Микола Черкасов —  Левашов, командир 5-ї роти, капітан 3-го рангу
- Степан Крилов —  старшина 1-ї статті Коркін
- Павло Волков —  мічман Булат
- Михайло Бойцов —  Сергій Століцин
- Ігор Клименко —  Борис Лавров
- Сергій Успенський —  Федя Снєжков
- Юрій Жестовський —  Зайцев («Щогла»)
- Вітя Цой —  Марат Керімов
- Вадим Свірський —  Стьопа Сковородкін, піонер
- Іван Савельєв —  офіцер-вихователь

## Знімальна група
- Режисер-постановник: Микола Лебедєв
- Автор сценарію: Олександр Попов
- Оператор-постановник: Веніамін Левітін
- Композитори: Василь Соловйов-Сєдой і Леон Ходжа-Ейнатов
- Художник-постановник: Віктор Савостін
- Звукооператор: А. Островський